# Jamal Ahmidan
Jamal Ahmidan (* 28. Oktober 1970 in Tétouan, Marokko; † vermutlich am 3. April 2004 in Madrid) war ein marokkanischer Terrorist und einer der mutmaßlichen Täter der Madrider Zuganschläge im März 2004.
Ahmidan soll nach Ansicht der spanischen Ermittler Logistikchef der Madrider Terrorzelle unter Serhane Ben Abdelmajid gewesen sein. Bereits am 31. März 2004 war ein internationaler Haftbefehl gegen ihn ergangen.
Er war vermutlich unter den Toten der Razzia vom 3. April 2004, bei der Abdelmajid sich in die Luft sprengte, wie das spanische Innenministerium am 5. April 2004 mitteilte.
| Personendaten    | Personendaten                         |
| ---------------- | ------------------------------------- |
| NAME             | Ahmidan, Jamal                        |
| KURZBESCHREIBUNG | marokkanischer mutmaßlicher Terrorist |
| GEBURTSDATUM     | 28. Oktober 1970                      |
| GEBURTSORT       | Tétouan                               |
| STERBEDATUM      | 3. April 2004                         |
| STERBEORT        | Madrid                                |